# Карасинівка
Караси́нівка — село в Україні, у Козелецькій селищній громаді Чернігівського району Чернігівської області. Населення становить 208 осіб (2001). До 2016 орган місцевого самоврядування — Бригинцівська сільська рада.

## Історія
У переписній книзі Малоросійського приказу (1666) згадується село Карасиновъка. Саме село, а не деревня, а тому мав бути храм. У селі було 14 селянських дворів (16 чоловіків, 23 вола, 2 коня), 7 ґрунтових дворів (7 чоловіків, без худоби) та 5 бобильських дворів (5 чоловіків, без землі). Усіх чоловіків названо поіменно.
1770 року в місцевому храмі було зареєстровано 1013 прихожан, 1860 року — 1318. 1901 року в селі проживало 720 осіб.
1923 року в Карасинівці населення складало 787 осіб на 180 дворів. У селі були сільрада та школа. Також сільраді підпорядковувалося село Курганське (473 особи на 115 дворів) за 3 версти від Карасинівки.
12 червня 2020 року, відповідно до розпорядження Кабінету Міністрів України № 730-р «Про визначення адміністративних центрів та затвердження територій територіальних громад Чернігівської області», увійшло до складу Козелецької селищної громади.
19 липня 2020 року, в результаті адміністративно - територіальної реформи та ліквідації Козелецького району, село увійшло до складу Чернігівського району Чернігівської області.

## Політика

### Парламентські вибори, 2019
На позачергових парламентських виборах 2019 року у селі функціонувала окрема виборча дільниця № 740252, розташована у приміщенні клубу.
Результати
- зареєстровано 152 виборці, явка 63,16%, найбільше голосів віддано за Всеукраїнське об'єднання «Батьківщина» — 33,68%, за «Слугу народу» — 31,58%, за «Європейську Солідарність» — 9,47%[8]. В одномандатному окрузі найбільше голосів отримав Сергій Коровченко (самовисування) — 46,81%, за Бориса Приходька (самовисування) — 21,28%, за Дмитра Пахомова (Слуга народу) — 9,57%[9].

## Населення

### Мова
Розподіл населення за рідною мовою за даними перепису 2001 року:
| Мова       | Кількість | Відсоток |
| ---------- | --------- | -------- |
| українська | 283       | 98.95%   |
| російська  | 3         | 1.05%    |
| Усього     | 286       | 100%     |

## Пам'ятки
У селі є дерев'яний храм Різдва Богородиці (1868).

## Відомі люди
У селі народилися
Історичні особи:
- Крачило Микола Павлович (1936–2002) — доктор географічних наук, професор Чернівецького університету.

Сучасники:
- Крачило Олексій Володимирович (1965) — український поет, член НСПУ, лауреат Чернігівської обласної премії імені Михайла Коцюбинського.